# Castello di Felino
Il castello di Felino  è un maniero medievale situato in posizione collinare in strada Al Castello 1 a Felino, in provincia di Parma; l'edificio è sede di un ristorante e del museo del salame di Felino.

## Storia

### Dalle origini al XIII secolo
Benché il borgo di Felino fosse stato fondato prima del 948, anno in cui il re d'Italia Lotario II d'Italia concesse al conte di Parma Manfredo di Ugo i diritti sulla curtis Filinum e su altre quindici nel territorio, le prime notizie certe dell'esistenza di un castrum a Felino risalgono al 1140, quando la badessa Agnese di Sant'Alessandro di Parma riuscì a far riconoscere da papa Innocenzo II i diritti del monastero sulle cappelle di San Pietro e di San Cristoforo, poste l'una all'interno e l'altra all'esterno del fortilizio.
Nel 1186, al termine della lotta tra Federico Barbarossa e i Comuni italiani, il feudo di Felino, insieme alle terre di San Michele de' Gatti, Barbiano, Carignano e Paderno, fu assegnato dall'Imperatore al parmigiano Guido de' Ruggeri e ai suoi eredi, in segno di riconoscenza per la lealtà dimostrata.

### Dal XIV al XV secolo
Nel 1325 le truppe del signore di Milano Azzone Visconti, alleate dei Pallavicino, attaccarono il Parmense, saccheggiando numerosi borghi, tra cui Felino, che fu dato alle fiamme; si salvò il castello, difeso strenuamente da Bonaccorso de' Ruggeri.

Stemma dei Rossi

Grazie a un'abile politica matrimoniale portata avanti dai Rossi, che per due generazioni sposarono le tre discendenti della famiglia de' Ruggeri, nel 1346 il feudo e il castello di Felino, con le terre di San Michele de' Gatti, Barbiano, Carignano e Paderno, furono lasciati in eredità da Bonaccorso de' Ruggeri ai due generi Giacomo de' Rossi, conte di San Secondo, e Ugolino de' Rossi, cugino di questi.
Negli anni seguenti, le due figlie di Ugolino de' Rossi sposarono i cugini Rolando e Bertrando, rispettivamente figlio e nipote di Giacomo, il cui ramo riuscì così ad accentrare tutte le proprietà della famiglia sparse nel Parmense; Felino, in particolare, divenne pertinenza di Bertrando, al quale nel 1368 Rodolfo Visconti concedette ampie esenzioni sul feudo e sulle sue pertinenze, riconfermate nel 1387 da Gian Galeazzo Visconti. A partire dal quel periodo Felino, grazie alla presenza di un fiorente mercato, accrebbe la sua importanza, tanto da divenire il centro più popoloso di tutti i possedimenti rossiani, nonché, grazie alla sua collocazione al centro dei domini della casata, per oltre un secolo la sede della cancelleria signorile.
Rolando morì nel 1389 senza figli maschi, perciò tutti i suoi beni passarono a Bertrando; questi a sua volta scomparve forse nel 1396 e tutte le sue proprietà furono ereditate dai tre figli legittimi Giacomo, vescovo di Verona, che scelse il castello di Felino come sua residenza sino alla morte avvenuta nel 1418, Giovanni, che scomparve probabilmente già nel 1402, e Pietro Maria I, che risiedette prevalentemente a San Secondo costruendo la rocca dei Rossi.
Agli inizi del XV secolo il Parmense fu teatro di aspre lotte, che coinvolsero, ad alleanze talvolta alterne, tutte le principali famiglie del territorio. In vista di possibili scontri, nel 1403 Giacomo e Pietro iniziarono a fortificare tutti i loro castelli e in modo particolare quelli di San Secondo e di Felino, il cui borgo, dopo un primo saccheggio per mano di Giacomo dalla Croce e Bartolomeo Gonzaga, alleati dei Terzi, fu depredato e dato alle fiamme dagli uomini del Gonzaga, di Guido Torelli e di Bonifacio da Valle. Nel maggio del 1404, in seguito all'ingresso a Parma di Ottobuono de' Terzi, Pietro de' Rossi scappò nel castello di Felino; in risposta, dopo breve tempo Ottobuono saccheggiò il centro felinese e altre terre rossiane, per poi tornare all'attacco del maniero nell'agosto dello stesso anno, ma senza successo. Felino e altre terre furono nuovamente saccheggiati dagli uomini del Terzi nel 1405. Nel 1408, nel tentativo di difendere il castello di Grondola nel Pontremolese, Pietro fu imprigionato dalle truppe del cardinale Ludovico Fieschi; non appena ne fu informato, Ottobuono ne approfittò per depredare ancora Felino e altre terre rossiane. Anche l'anno seguente il castello felinese, difeso da Giacomo, fu assaltato dalle milizie del Terzi e del Fieschi, che devastarono il borgo. La situazione si calmò pochi mesi dopo, con l'uccisione di Ottobuono e la resa dei Terzi, mentre il marchese di Ferrara Niccolò III d'Este, alleato dei Rossi, divenne il nuovo Signore di Parma.
Nel 1420 Guido Torelli, per conto del duca di Milano Filippo Maria Visconti, con l'aiuto dei Pallavicino conquistò Cavriago, depredò Parma e numerosi borghi del Parmense e mosse verso Reggio, costringendo l'Estense a rinunciare a Parma pur di mantenere Reggio; il Duca restituì a Niccolò de' Terzi, il Guerriero le terre di famiglia perdute e, per evitare altri scontri, inviò alcuni armigeri a occupare Felino.
Alla morte di Pietro nel 1438, tutte le sue proprietà passarono al figlio Pier Maria II, che nei decenni seguenti fortificò notevolmente molti dei suoi castelli, tra cui quello di Felino, di fondamentale importanza per la sua centralità nei domini rossiani; il maniero assunse probabilmente allora la sua definitiva configurazione, con un cortile centrale rettangolare, quattro massicci torrioni negli angoli e un fossato perimetrale circondato da mura.
Tra il 1482 e il 1483, dopo la presa del potere a Milano da parte di Ludovico il Moro, il Parmense fu sconvolto dalla guerra dei Rossi, che contrappose lo Sforza, i Pallavicino, i Sanvitale e i Fieschi da una parte e i Rossi e i Torelli, finanziati dalla Repubblica di Venezia, dall'altra. Nel maggio del 1482, in risposta a una scorribanda rossiana nei sobborghi di Porta San Michele di Parma, un manipolo di parmigiani guidato da Zanone della Vella assaltò e depredò il centro di Felino. Il mese seguente, in reazione a una nuova incursione in città da parte degli uomini di Amuratte Torelli e Guido de' Rossi, figlio di Pier Maria, il borgo felinese fu devastato dalle truppe sforzesche, che razziarono e arsero numerosi edifici, ma dopo quattro giorni furono respinte con una sortita dal castello.
Il 1º settembre Pier Maria morì e il feudo di Felino, insieme a quelli di San Secondo, di Bardone, di Berceto, di Neviano de' Rossi e di Noceto, come da testamento del 1464 passarono a Guido. Dopo poco tempo il fratello Giovanni il "Diseredato" tentò di impadronirsi della fortificazione felinese, ma fu catturato e incarcerato nelle prigioni del castello, da cui fuggì durante la notte. Prese quindi il comando della guarnigione il fratello Giacomo, mentre Guido si spostò a San Secondo. Nelle settimane seguenti numerosi castelli caddero nelle mani nemiche, tanto da indurre il 12 ottobre Guido alla sottoscrizione della pace con Ludovico il Moro, che gli avrebbe consentito di mantenere parte delle sue terre, perdendo però San Secondo, Felino e Torrechiara; tuttavia, da un lato Giacomo si rifiutò di abbandonare il castello e dall'altro la guerra proseguì coi Pallavicino, perciò anche la fragile tregua tra Guido e Ludovico il Moro si ruppe nell'anno seguente. Il 7 maggio lo Sforza si spinse a Felino con quaranta squadre di armigeri e si accampò ai piedi del maniero; dopo alcuni giorni di bombardamenti, i capitani a presidio si arresero e aprirono le porte al Moro, che fece immediatamente demolire tutte le fortificazioni del castello, prima di spostarsi a Torrechiara. Guido fuggì dapprima a Genova e successivamente a Venezia; mentre la gran parte dei possedimenti rossiani fu suddivisa tra la Camera ducale, i Sanvitale, Gianfrancesco I Pallavicino e Pietro Francesco Visconti di Saliceto, gli importanti feudi di Felino, Torrechiara e San Secondo furono assegnati a Leone Sforza, figlio minore di Ludovico il Moro, che ne divenne amministratore. Alla morte del giovane, avvenuta nel 1496, i tre feudi passarono, per qualche tempo, alla duchessa Beatrice d'Este, sempre per donazione del marito Ludovico.

### Dal XVI al XVIII secolo
In seguito alla conquista del ducato di Milano da parte dei francesi nel 1499, il re Luigi XII investì Troilo I de' Rossi, figlio di Giovanni il "Diseredato", dei manieri di San Secondo, Felino e Torrechiara, ma il conte poté prendere possesso solo del primo; infatti, alcuni abitanti dei due feudi, fedeli a Filippo Maria de' Rossi, figlio di Guido, si opposero all'ingresso di Troilo e fu necessario l'intervento di Gian Giacomo Trivulzio, che in settembre si recò a Felino e Torrechiara in veste di luogotenente regio intimando ai castellani di consegnare le rocche al legittimo proprietario. Tuttavia, in ottobre, nonostante le proteste di Troilo, il re assegnò Felino e Torrechiara al maresciallo Pietro di Rohan, signore di Giè. L'anno seguente Filippo Maria, alleato dei veneziani e di Ludovico il Moro, quando quest'ultimo riuscì a rimpossessarsi di Milano, occupò con facilità i due manieri, approfittando dell'assenza del maresciallo. Tuttavia, dopo breve tempo i francesi rientrarono a Milano e Filippo Maria fuggì a Mantova; Luigi XII riassegnò i castelli di Felino e Torrechiara a Pietro di Rohan, che nel 1502 li alienò per 15 000 scudi al marchese Galeazzo I Pallavicino di Busseto.

Stemma dei Pallavicino

Nel 1512 Filippo Maria pianificò di riconquistare i feudi di Felino, Torrechiara e Basilicanova, ma fu costretto a desistere; l'anno seguente attaccò ed espugnò il castello felinese, ma dopo soli quattro giorni il Pallavicino riuscì a rimpossessarsene. Fu probabilmente in quegli anni che il mastio del maniero fu ricostruito.

Stemma degli Sforza di Santa Fiora

Nel 1545 la contessa di Santa Fiora Costanza Farnese acconsentì al matrimonio tra il figlio Sforza I Sforza e la marchesa Luisa Pallavicino, che portò in dote, tra gli altri, i feudi di Torrechiara e Felino.
Nel 1551, durante la guerra di Parma che oppose il duca di Parma Ottavio Farnese, appoggiato dal re di Francia Enrico II, e il papa Giulio III, aizzato dal governatore di Milano Ferrante I Gonzaga, alleato dell'imperatore del Sacro Romano Impero Carlo V d'Asburgo, il Gonzaga conquistò temporaneamente i due manieri sforzeschi.
Nel 1600 il cardinale Francesco Sforza alienò il feudo di Felino al conte Cosimo Masi; tuttavia, nel 1612 il figlio Giovan Battista fu arrestato e giustiziato, insieme a numerosi altri nobili del Parmense, con l'accusa di aver partecipato alla presunta congiura dei feudatari ai danni del duca di Parma Ranuccio I Farnese, che confiscò tutti i loro beni.
Nel 1632 Odoardo I nominò conte di Felino il generale Girolamo Rho; alla sua morte, nel 1645 il Duca investì dei diritti sul feudo e sul castello il ministro Giacomo Gaufridi, marchese di Castelguelfo, che li mantenne fino alla sua condanna a morte decretata da Ranuccio II Farnese nel 1650. Il Duca elevò quindi il feudo felinese da contea a marchesato e lo assegnò al segretario di Stato Pier Giorgio Lampugnani; alla scomparsa, nel 1762, dell'ultimo dei Lampugnani, Camillo, Felino ritornò alla Camera ducale.
Nel 1763 il duca Filippo di Borbone cedette i diritti di proprietà sul castello alla mensa vescovile della diocesi di Parma, in permuta con la contea dei Mezzani, mentre l'anno seguente assegnò i diritti feudali sul marchesato al primo ministro ducale Guillaume du Tillot, che li mantenne fino alla sua morte nel 1774; il 7 febbraio 1775 il feudo fu quindi definitivamente assorbito dalla Camera Ducale.

### Dal XIX al XXI secolo

Facciata principale del castello nel 1955

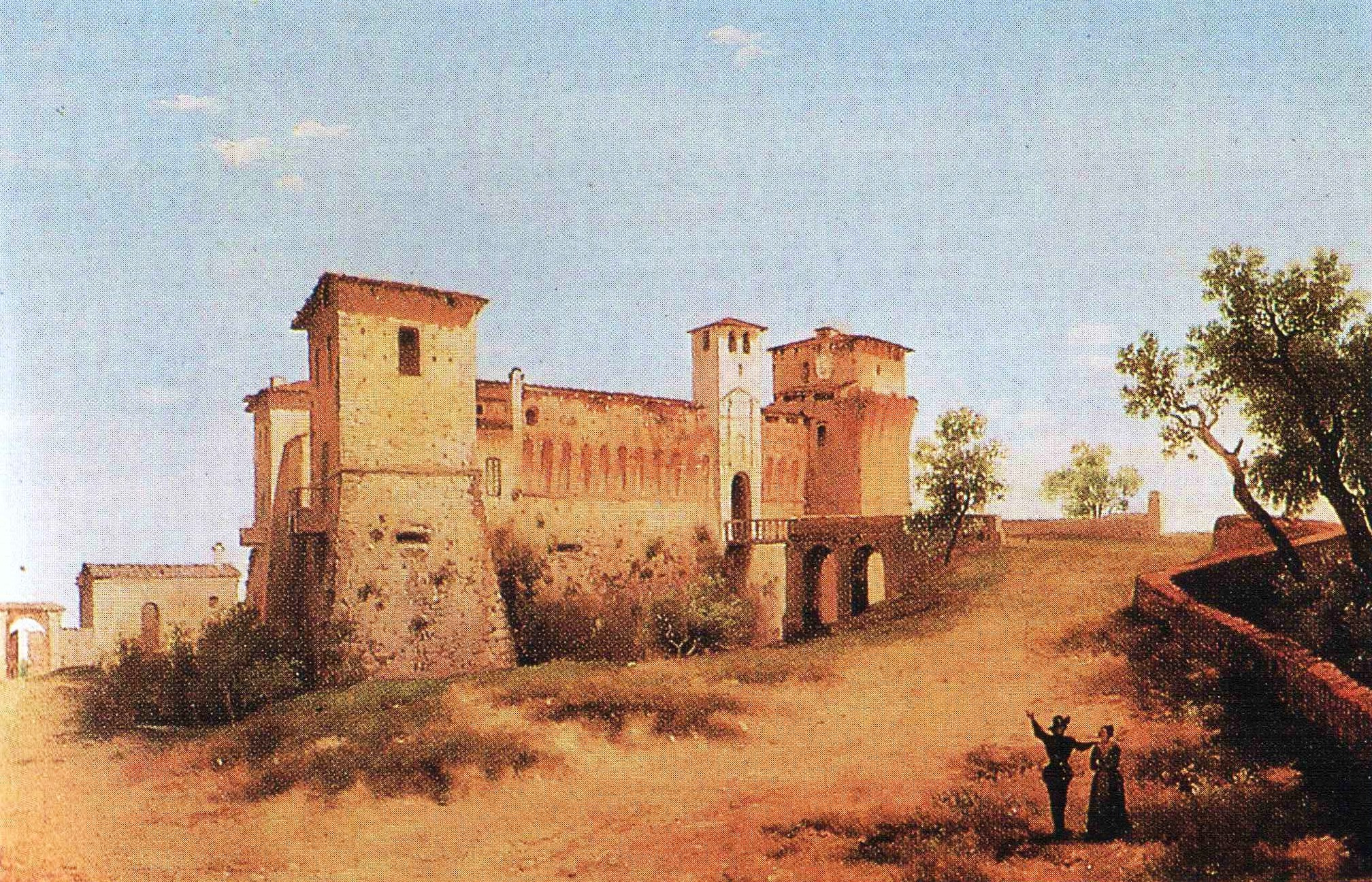
Alberto Pasini, Il castello di Felino, 1849, Museo Glauco Lombardi

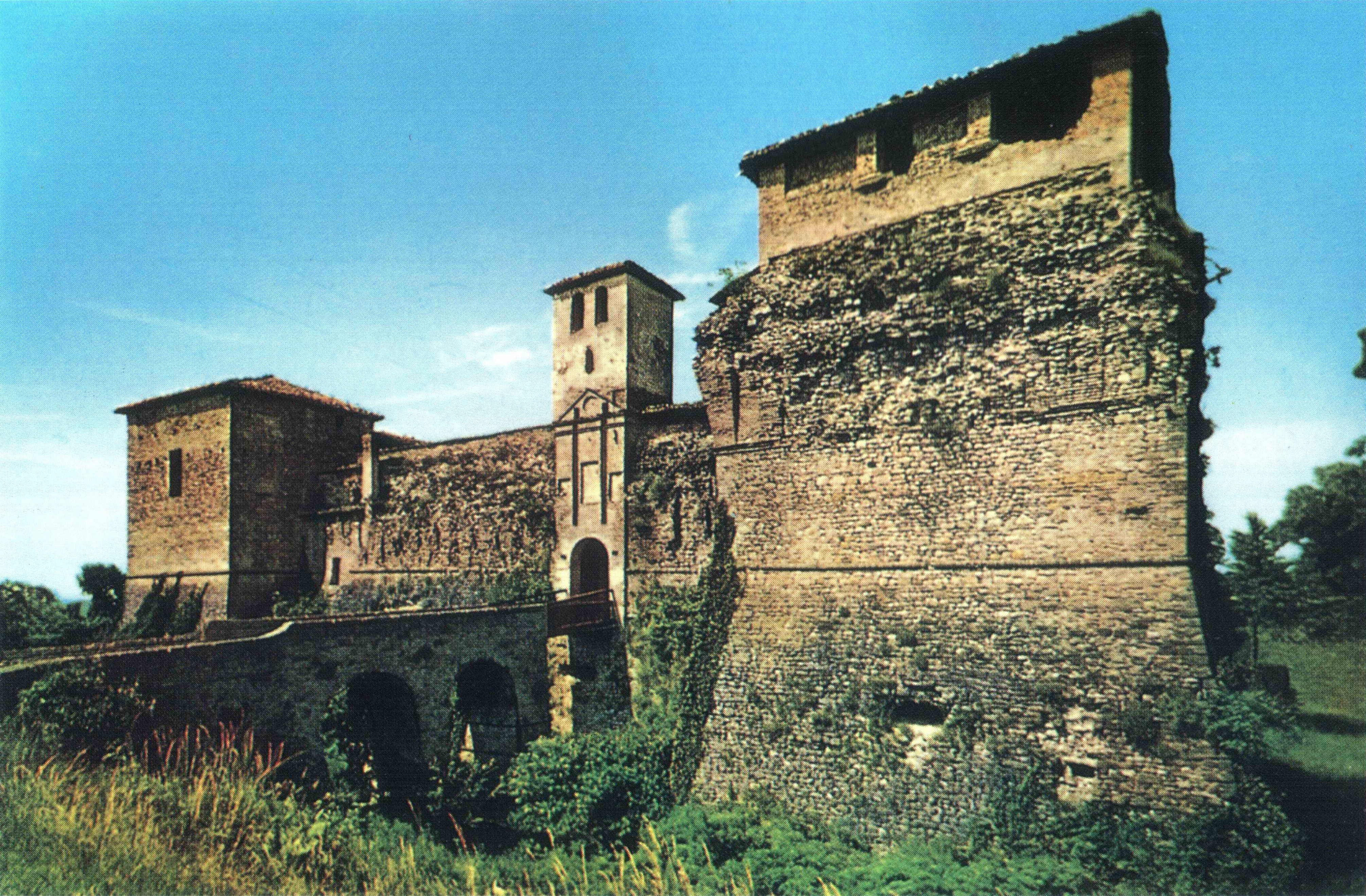
La facciata principale del castello in una cartolina degli anni 1970

Dalla fine del XVIII secolo il castello divenne luogo di villeggiatura per l'episcopato parmigiano; in particolare, il vescovo Francesco Pettorelli Lalatta lo scelse come luogo preferito di vacanza, riadattando vari locali per renderlo più abitabile. Seguì, però, un lento periodo di declino e abbandono, tanto che l'ultimo vescovo che vi soggiornò agli inizi del XX secolo, Francesco Magani, lo definì "un mucchio di rovine, albergo di pipistrelli, di gufi e di topi".
Nel 1935 la Mensa vescovile alienò il maniero alla famiglia Brian, già proprietaria di una villa nei pressi del castello. Negli anni sessanta fu acquistato dalla famiglia Pianzola e dai conti Del Bono, che riadattarono diverse parti per ospitare un ristorante. Nel 1974 fu infine venduto a Sergio Alessandrini, padre dell'attuale proprietario, che lo sottopose a un complesso intervento di restauro.

## Descrizione

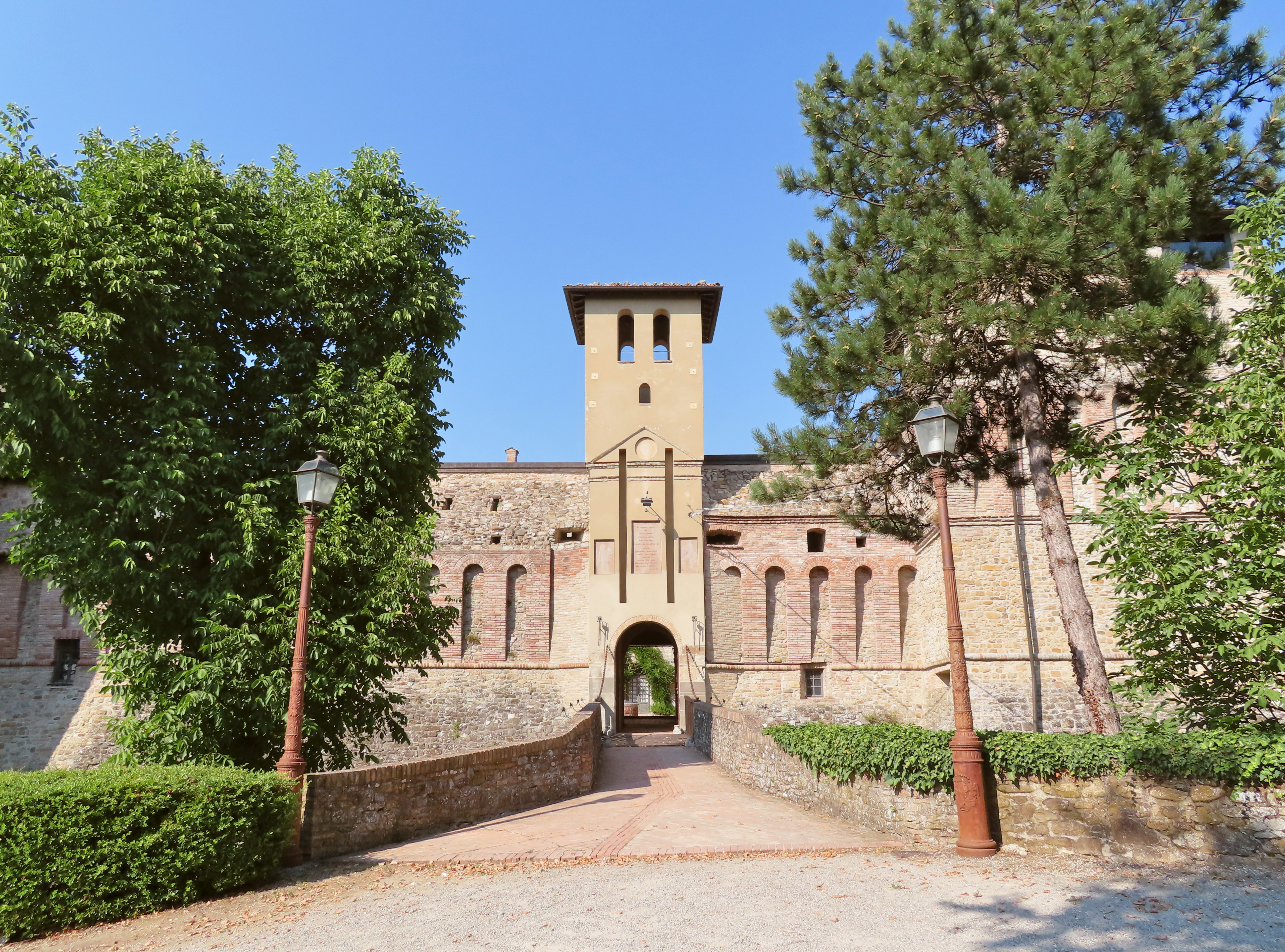
Facciata

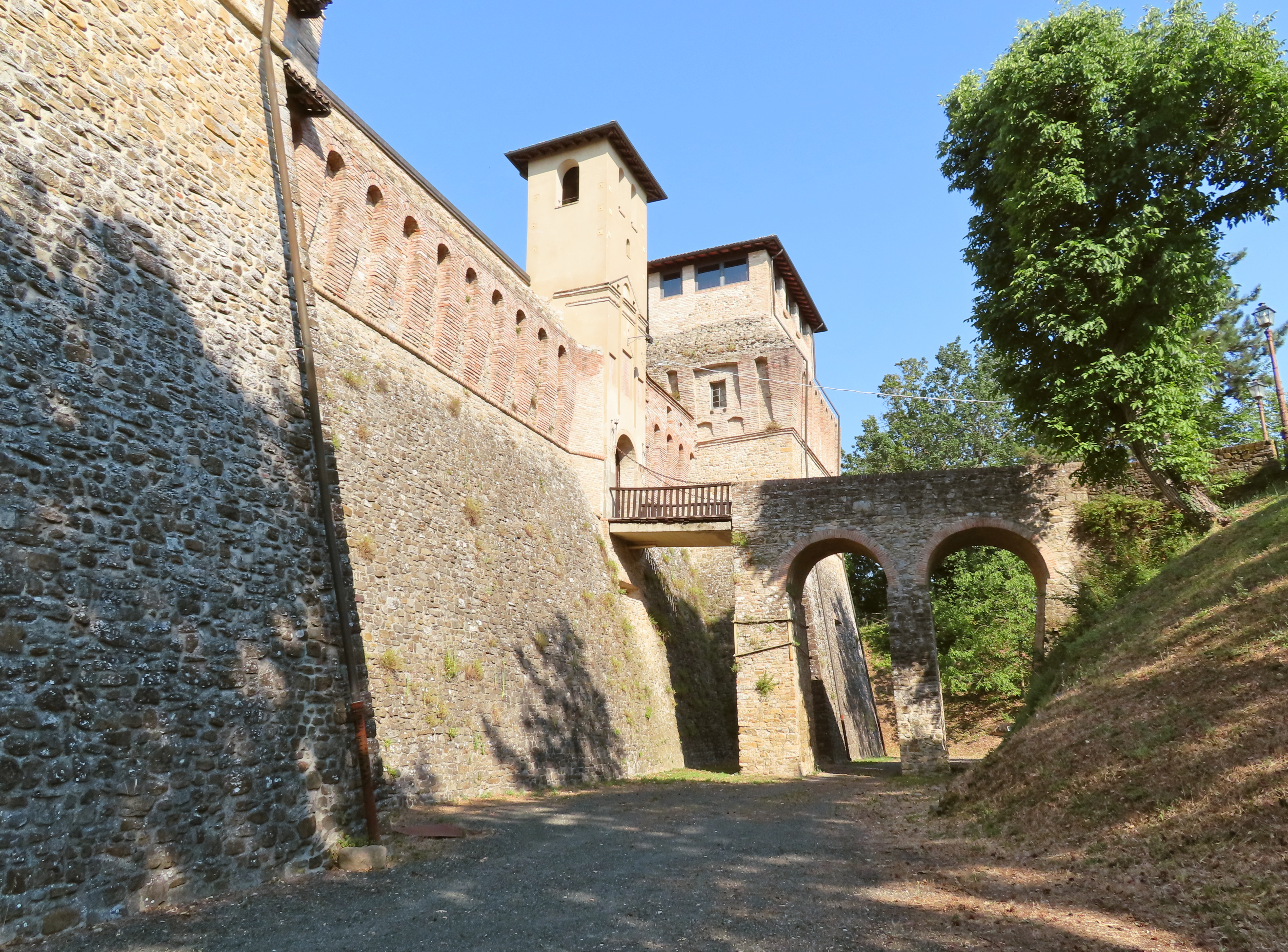
Facciata

Il castello, interamente realizzato in pietra frammista a laterizi, si erge sulla cima di un colle alle porte della Val Baganza, all'interno di un parco accessibile attraverso un alto portale a tutto sesto in mattoni. Il maniero si sviluppa su una pianta rettangolare attorno al cortile centrale, con quattro torrioni posti alle estremità e una torretta nel mezzo del lato sud-ovest a protezione del ponticello d'ingresso; sul perimetro della costruzione si allunga un profondo fossato, originariamente circondato da mura e altre fortificazioni, di cui si conservano solo alcune tracce sopravvissute alle distruzioni quattrocentesche.
L'edificio mostra in modo evidente i segni delle demolizioni volute da Ludovico il Moro nel 1483. Il fortilizio si eleva su un alto basamento a scarpa, su cui si aprono qua e là svariate cannoniere; i prospetti esterni dei quattro corpi di fabbrica del castello, così come il torrione a sud, sono caratterizzati dalla presenza di lunghi beccatelli con caditoie, su cui anticamente erano collocate le strutture difensive, interamente distrutte alla fine del XV secolo.

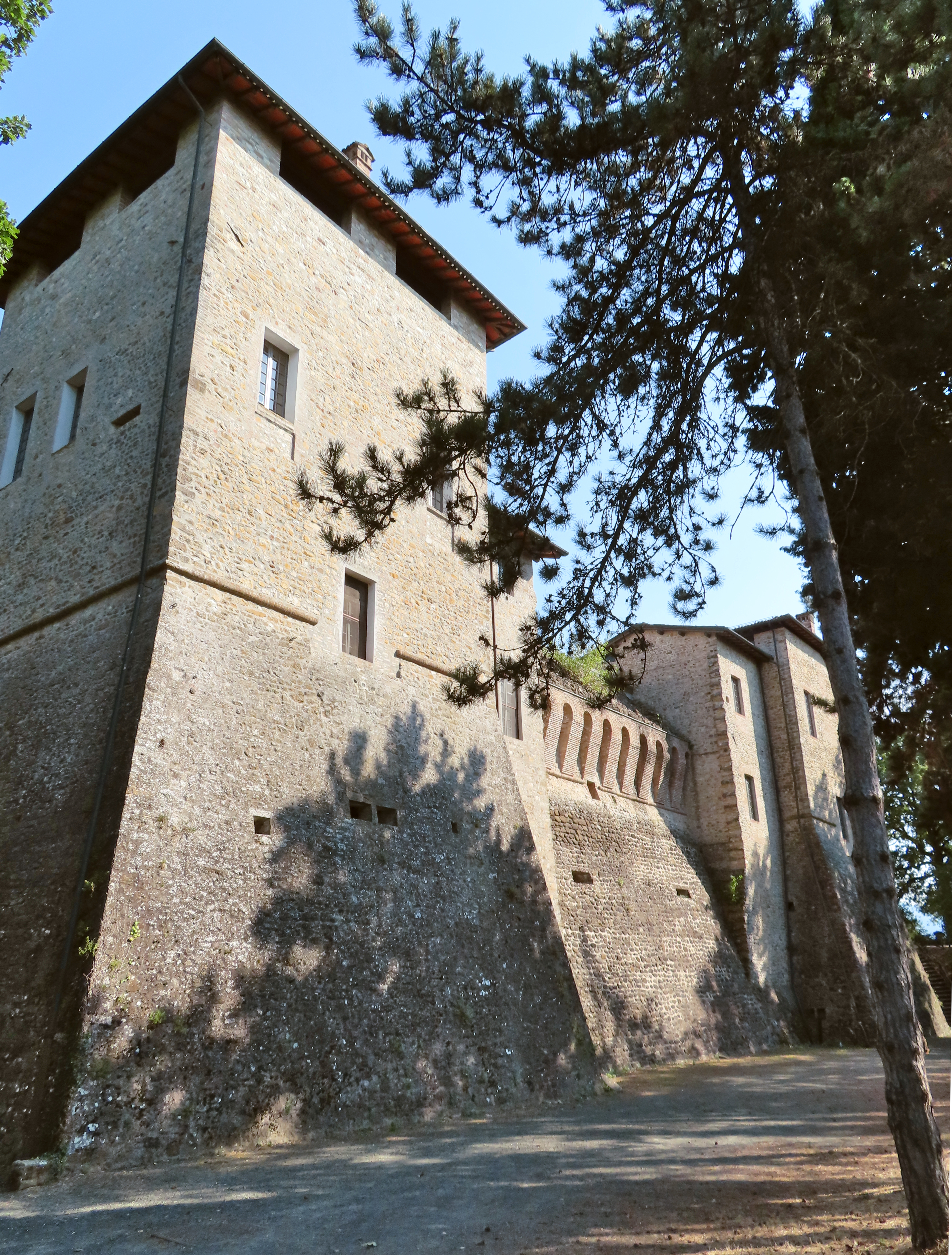
Lato nord-ovest

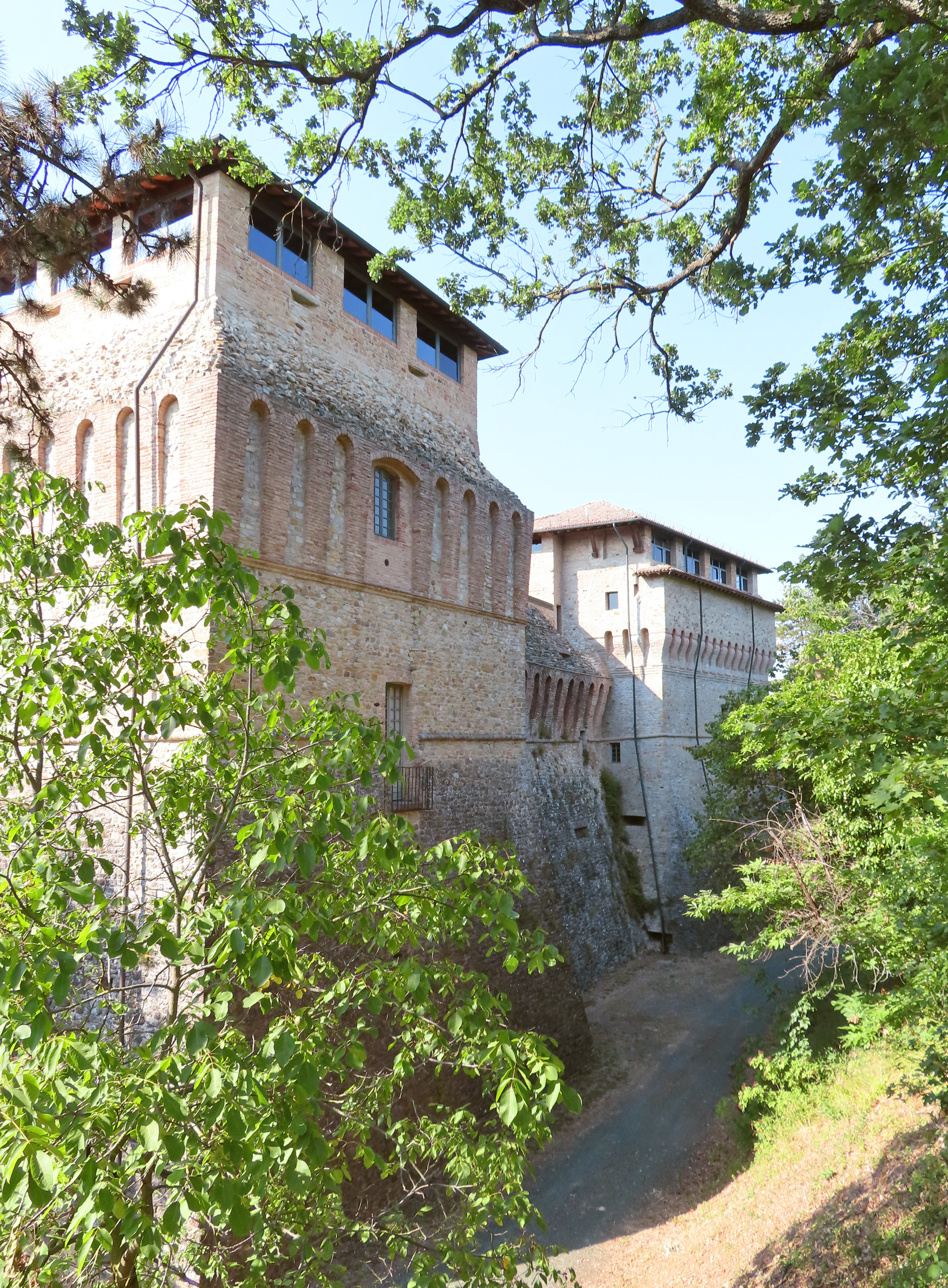
Lato sud-est

La facciata principale presenta nel mezzo l'unico accesso dell'edificio, raggiungibile attraverso un alto ponticello in pietra ad archi, la cui ultima campata in legno era anticamente costituita da un ponte levatoio; l'ingresso ad arco a tutto sesto è sormontato da una torretta intonacata, caratterizzata dalla presenza delle due alte fessure che in origine ospitavano i bolzoni del ponte; in sommità, sopra a un piccolo frontone triangolare e a un'apertura centrale, sono poste simmetricamente due monofore a tutto sesto.
Mentre i torrioni ovest e nord sono privi di beccatelli e culminano con il tetto senza cornicione, il mastio a est, ricostruito probabilmente nella prima metà del XVI secolo su una pianta a pentagono irregolare speronata verso nord, presenta sul perimetro una cornice di beccatelli ed è sormontato da un dongione, che raggiunge la quota di 330 m s.l.m.
All'interno la corte a pianta rettangolare, caratterizzata dalla presenza di un pozzo al centro, è delimitata sui quattro lati da corpi di fabbrica in gran parte rimaneggiati nel tempo; le ali a sud-ovest e nord-ovest si aprono sull'ampio spazio attraverso un porticato retto da pilastri in mattoni, sormontato da un loggiato che prosegue anche sul lato sud-est; l'ala nord-est conserva le tracce di una serie di arcate a tutto sesto su due livelli, appartenenti a una doppia loggia chiusa in epoca imprecisata, la cui esistenza pare attestata in documenti settecenteschi.

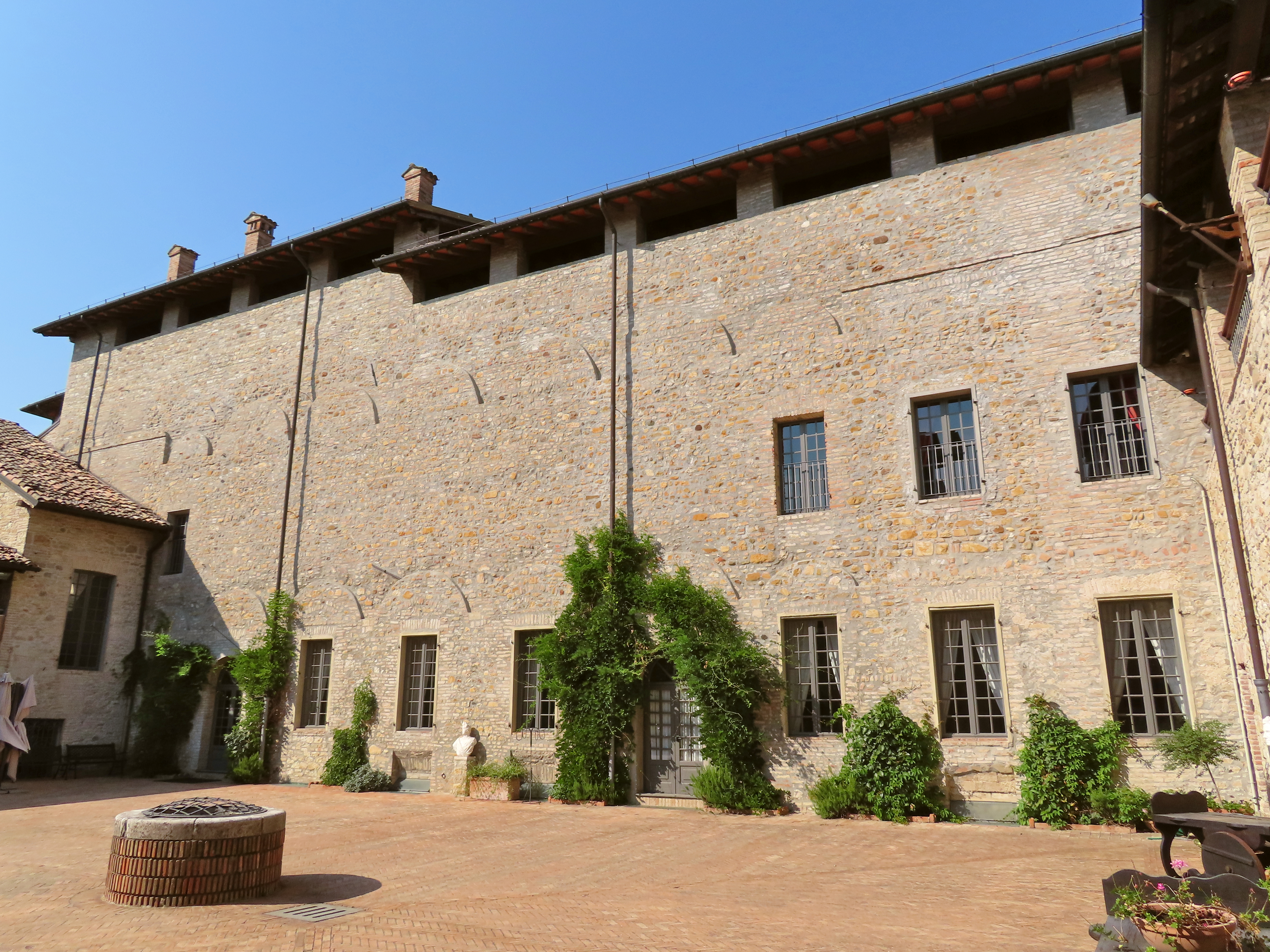
Lato nord-est del cortile interno

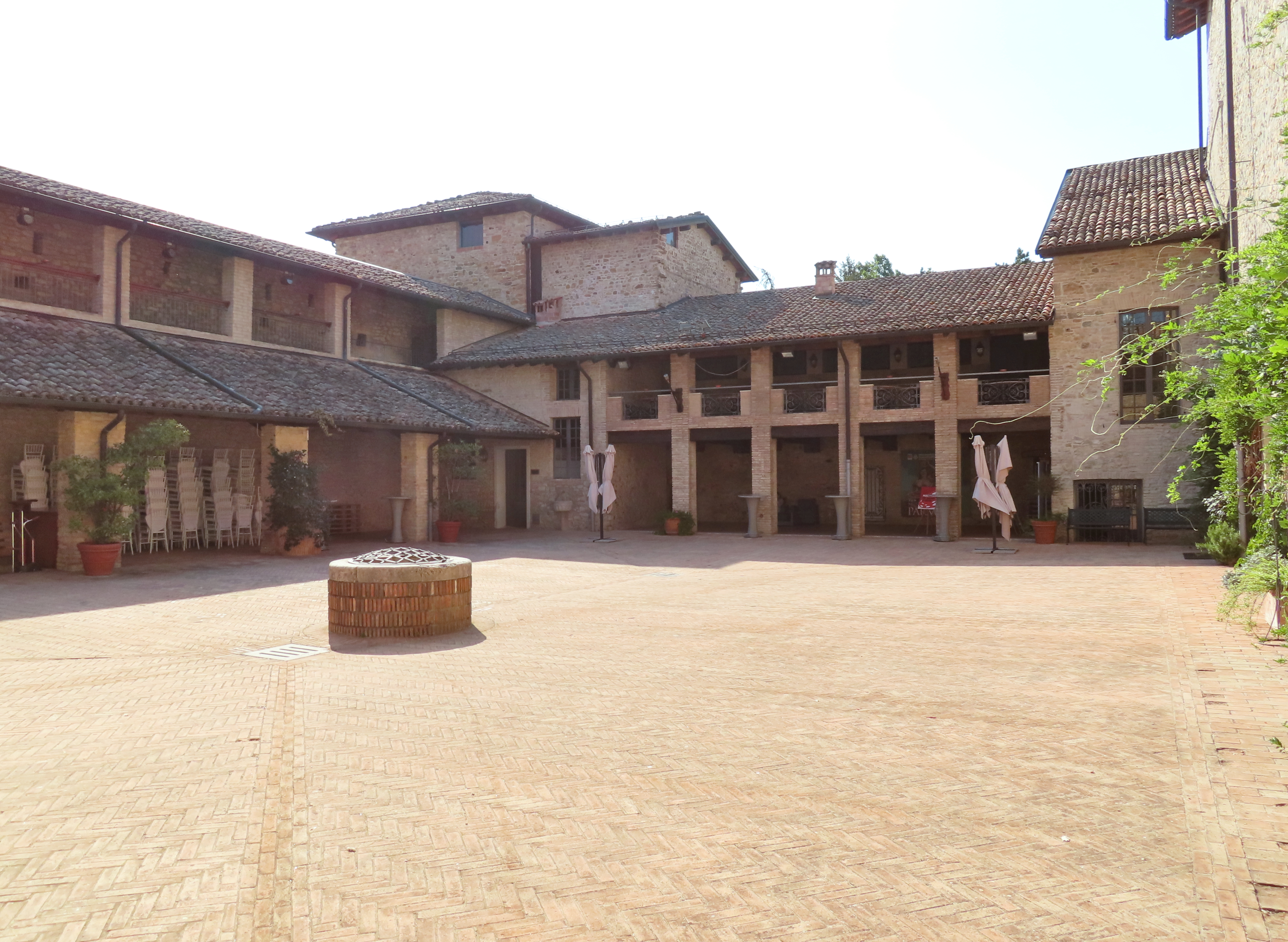
Lati nord-ovest e sud-ovest del cortile interno

I corpi di fabbrica del castello accolgono varie sale con antichi camini, in cui sono esposte armi, armature e altri oggetti, tra cui una campana realizzata nel 1652 su incarico del duca Ranuccio II Farnese.
L'ambiente di maggior pregio è costituito dall'oratorio di San Pietro Apostolo, realizzato tra il 1454 e il 1455 per volere di Pier Maria II de' Rossi al primo piano della torre orientale; la sala, coperta da una volta a ombrello, è decorata sulle pareti con affreschi rinvenuti nel corso di restauri effettuati nel 1997. I dipinti delle lunette, risalenti a diverse epoche, raffigurano in gran parte gli stemmi di alcuni dei proprietari del castello, tra i quali il marchese Giacomo Gaufridi, la contessa Vittoria Anguissola, il vescovo Giacomo Rossi, i marchesi Pallavicino e Luisa Pallavicino, i marchesi Galeazzo e Girolamo Pallavicino, il conte Girolamo Rho e il conte Pier Maria II de' Rossi; di particolare valore risultano due affreschi, che rappresentano rispettivamente lo stemma del cardinale Francesco Sforza di Santa Fiora, attribuito a Cesare Baglione, e la Madonna del Pettirosso, realizzato probabilmente nel XV secolo.

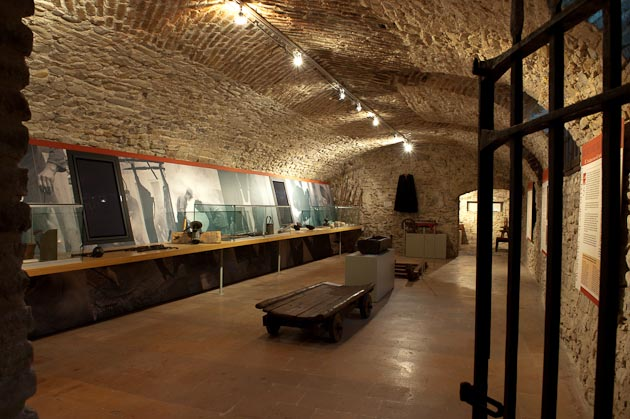
Una sala del museo del salame di Felino

Al livello interrato, le cantine e le antiche cucine, interamente rivestite in pietra e laterizi, sono coperte da volte a botte; gli ambienti accolgono dal 2004 il museo del salame di Felino.

### Esplicative
1. ↑  La curtis Felini nominata nel diploma dell'870 dell'imperatore del Sacro Romano Impero Ludovico II il Giovane, per lungo tempo confusa con Felino, è invece identificabile con Felina, nei pressi di Bismantova, così come la corte Felinis menzionata nell'890 nel diploma di conferma dei diritti al marchese Unrico, figlio di Suppone III, da parte del re d'Italia Berengario del Friuli.[3]
2. ↑  "que sunt posite in Felino una est posita in castro et alia de foris"
3. ↑  Nonostante molte fonti riportino come data di morte di Giacomo il 1396, tale data è probabilmente errata, in quanto negli atti successivi al 1375 compare sempre il nome del figlio Rolando e quello del nipote Bertrando;[10] a conferma di ciò, viene indicata su alcune fonti la signoria di Rolando su San Secondo fin dal 1374,[15] così come viene riportato che i sudditi giurarono fedeltà a Giacomo già nel 1368.[16]

### Bibliografiche
1. ↑   Il Castello di Felino, su comune.felino.pr.it. URL consultato il 1º febbraio 2021.
2. ↑   Castello Di Felino, su icastelli.it. URL consultato il 1º febbraio 2021.
3. 1 2  Mordacci, p. 30.
4. ↑  Affò, 1793, pp. 175-176.
5. ↑  Affò, 1793, pp. 281-282.
6. ↑  Mordacci, pp. 30, 33.
7. ↑  Affò, 1795, pp. 243-244.
8. ↑  Arcangeli, Gentile, p. 29.
9. 1 2  Pezzana, 1837, pp. 85-86.
10. 1 2  Arcangeli, Gentile, p. 31.
11. ↑  Arcangeli, Gentile, p. 40.
12. ↑  Arcangeli, Gentile, p. 46.
13. 1 2  Mordacci, p. 45.
14. 1 2 3  Arcangeli, Gentile, p. 41.
15. ↑  Rosati, pp. 59-61.
16. ↑  Rosati, p. 39.
17. ↑  Pezzana, 1842, pp. 32-33.
18. ↑  Pezzana, 1842, p. 36.
19. ↑  Pezzana, 1842, p. 59.
20. ↑  Pezzana, 1842, p. 67.
21. ↑  Pezzana, 1842, p. 75.
22. ↑  Pezzana, 1842, p. 106.
23. ↑  Pezzana, 1842, p. 112.
24. ↑  Pezzana, 1842, pp. 112-115.
25. ↑  Pezzana, 1842, p. 127.
26. ↑  Pezzana, 1842, pp. 183-188.
27. ↑  Pezzana, 1842, p. 195.
28. ↑  Arcangeli, Gentile, p. 62.
29. 1 2 3 4 5  Mordacci, p. 80.
30. ↑  Pezzana, 1852, pp. 255-256.
31. ↑  Pezzana, 1852, p. 279.
32. ↑  Pezzana, 1852, p. 284.
33. ↑  Pezzana, 1852, p. 309.
34. ↑  Pezzana, 1852, p. 315.
35. ↑  Pezzana, 1852, pp. 319-321.
36. ↑  Pezzana, 1852, p. 336.
37. ↑  Pezzana, 1852, pp. 352-353.
38. ↑  Pezzana, 1852, p. 358.
39. ↑  Arcangeli, Gentile, p. 253.
40. ↑  Malaguzzi Valeri, p. 381.
41. ↑  Pezzana, 1859, p. 358.
42. ↑  Arcangeli, Gentile, pp. 267-269.
43. ↑  Pezzana, 1859, p. 414.
44. ↑  Arcangeli, Gentile, p. 270.
45. ↑  Pezzana, 1859, p. 415.
46. ↑  Angeli, p. 471.
47. ↑  Arcangeli, Gentile, p. 291.
48. 1 2   Castello Felino, su geo.regione.emilia-romagna.it. URL consultato il 30 marzo 2022 (archiviato dall'url originale il 31 marzo 2017).
49. 1 2  Mordacci, pp. 80-82.
50. ↑   Castello Torrechiara, su geo.regione.emilia-romagna.it. URL consultato il 30 marzo 2022 (archiviato dall'url originale il 31 marzo 2017).
51. ↑  Angeli, p. 577.
52. 1 2  Mordacci, p. 64.
53. ↑  Molossi, p. 127.
54. ↑  Molossi, pp. 127-128.
55. ↑  Molossi, p. 329.
56. 1 2  Molossi, p. 128.
57. 1 2  Mordacci, p. 82.
58. ↑  Mordacci, p. 57.
59. ↑  Mordacci, pp. 57, 79.
60. ↑  Mordacci, pp. 67-70, 82-87.
61. ↑  Mordacci, p. 87.